# Johann Pachelbel
Johann Pachelbel, född (döpt den 1 september) 1653 i Nürnberg, död 3 mars 1706 i Nürnberg, var en tysk kompositör under barocken. Han var far till Wilhelm Hieronymus Pachelbel. Han var en förebild för Johann Sebastian Bach; enligt sonen Carl Philipp Emanuel Bach var Pachelbel den tonsättare som fadern beundrade mest. Han var också lärare till Johann Georg Walther.
Pachelbel har blivit känd även i modern populärkultur med verket kanon i D-dur.

## Biografi
Johann Pachelbel föddes 1653 i Nürnberg. Han blev hovorganist i Eisenach 1675 och i Erfurt 1678, i Stuttgart 1690 och i Gotha 1692. Han var även från 1695 organist i Sebalduskyrkan i Nürnberg. Pachelbel avled 1706 i Nürnberg.
Han var en av sin tids främsta orgelmusiker. Som tonsättare förenade han sin egen mellantyska tradition med sydtyska och italienska inflytanden. Han var mångsidig i genrerna och skrev orgelmusik av alla slag, kyrkliga koraler och andra vokalverk, profan klaver- och kammarmusik och sånger.

## Pachelbel i svenska psalmböcker
I Wallinska psalmboken (1819) var han representerad. Johann Christian Friedrich Haeffners koralbok anges att Pachelbel bearbetade Severus Gastorius melodi till nummer 252 (På Gud, och ej på eget råd)
Ingen av hans kompositioner finns med hans namn i Den svenska psalmboken 1986. I tidigare upplagor av psalmboken finns inte tonsättarna omnämnda. I den svenska koralboken från 1921 nämns huvudsakligen de svenska tonsättarna vid namn, medan en tysk tonsättare som Pachelbel troligen döljs bakom 'Tysk musik från 1600-talet'.

## Kompositioner
- Musikalische Sterbensgedanken (1683).
- Musikalische Ergötzung (1691).
- 78 choräle zum Präambulieren (1693).
- Hexachordum Apollinis (1699).

## Utmärkelser
Asteroiden 4972 Pachelbel är uppkallad efter honom.